# Associação Internacional Africana

Bandeira da Associação Internacional Africana.

A Associação Internacional Africana (AIA; em francês: Association Internationale Africaine) foi uma organização criada por Leopoldo II da Bélgica com ambições aparentes humanitárias para a África central na região que iria se tornar a República Democrática do Congo. A organização foi criada em 1876 durante a Conferência Geográfica de Bruxelas, para a qual Leopoldo II convidara quarenta peritos, geralmente por seus conhecimentos geográficos ou por suas conexões filantropas.
Eles provinham de diversos países europeus e, no começo, tinham interesses humanitários. Porém a associação se tornou rapidamente dominada por Leopoldo II e por interesses econômicos. Os objetivos originais da associação eram descobrir terras desconhecidas na bacia do Rio Congo com a missão de "civilizar" os silvícolas.
Via-se a associação como receptáculo das ideias filantropas das nações europeias presentes na Conferência pela África Subsaariana. Cada estado estabeleceu, enquanto isso, suas associações, que não prestavam jamais contas de suas ações à AIA. Os interesses econômicos nacionais tomaram rapidamente a frente em relação aos ideais humanistas e civilizadores. Cada um destes comitês realizou expedições nacionais para exploração do interior da África.
De 1879 a 1884, o explorador Henry Morton Stanley retornou ao Congo, não desta vez como repórter em busca de David Livingstone, mas como agente de Leopoldo II, devendo, sob a fachada da AIA, estabelecer um estado no Congo. Nesta época, o francês Pierre Savorgnan de Brazza explorava a margem ocidental do Rio Congo e içou a bandeira francesa sobre o novo porto batizado de Brazzaville em 1881. Portugal, que havia igualmente feito reivindicações na região, originadas de seus antigos tratados com o Império do Congo, concluiu um acordo com a Inglaterra em 26 de fevereiro de 1884 almejando bloquear o acesso ao Oceano Atlântico da AIA.
Na mesma época, vários países europeus tentaram se estabelecer na África. A França ocupava a Tunísia e o território da atual República do Congo em 1881 e a Guiné a partir de 1884. Em 1882, a Grã-Bretanha ocupava o Egito e penetrava no Sudão e na Somália. Em 1870 e 1882, a Itália tomara posse da Eritreia, enquanto que a Alemanha se estabelecia no Togo, em Camarões e no Sudoeste Africano em 1884.
Os interesses nacionais divergentes em relação à África causaram a ruína da AIA enquanto organismo filantropo multinacional. A Conferência de Berlim em 1884-1885 consagrou o fim desta concepção de associação. A conferência terminou no que ficou conhecido sobre o nome de "Partilha da África". Apesar da falência da primeira concepção de associação, a seção belga continuou a promover missões humanitárias na África. A AIA foi rebatizada "Comitê de Estudos Alto-Congo" e depois "Associação Internacional do Congo" em 1878. O coronel Maximilien Strauch presidiu estas duas associações.
A Associação Internacional do Congo tinha orientações econômicas aparentes, mas guardava certas ambições humanitárias da AIA. Leopoldo II começou, enquanto isso, fazer vir ao seio da Associação investidores privados com interesses financeiros. Ele levou pouco a pouco a AIC a se tornar um empreendimento comercial privado. A AIC cedeu seu lugar, em 1885, ao Estado Livre do Congo, que herdou suas estruturas.